# Edward Sharpe and the Magnetic Zeros
Edward Sharpe and the Magnetic Zeros – amerykański zespół folk rockowy założony w Los Angeles w Kalifornii w 2007 roku. Grupa jest prowadzona przez wokalistę Alexa Eberta. Nazwa zespołu wywodzi się z historii, którą Ebert napisał w młodości o mesjanistycznej postaci Edwarda Sharpe’a. Czerpiąc z korzeni rocka, folku, gospel i muzyki psychodelicznej, obraz i dźwięk zespołu przywołują hipisowski ruch lat 60. i 70. Pierwszy koncert grupy odbył się 18 lipca 2007 roku w The Troubadour w Hollywood w Kalifornii. Ich pierwszy album studyjny, Up from Below, został wydany 7 lipca 2009 roku przez Community Records i zawierał popularny singiel „Home”. Grupa wydała swój drugi pełnometrażowy album, Here, 29 maja 2012 r., a trzeci album, Edward Sharpe and the Magnetic Zeros, 23 lipca 2013 r. Czwarty album studyjny, PersonA, został wydany w kwietniu 2016 r.
Od momentu powstania zespół przeszedł kilka zmian. Przede wszystkim piosenkarka Jade Castrinos opuściła zespół w 2014 roku. Obecni członkowie zespołu to Mark Noseworthy, Orpheo McCord, Josh Collazo, Christian Letts, Nico Aglietti, Seth Ford-Young, Mitchell Yoshida, Crash Richard, Stewart Cole i Alex Ebert. Zespół prowadzi również Big Sun, organizację non-profit skupiającą się na finansowaniu i rozwijaniu spółdzielni i trustów ziemskich w obszarach miejskich na całym świecie. Ich pierwszy projekt na dużą skalę, „Avalon Village”, jest realizowany w Highland Park (w obrębie Detroit) w stanie Michigan.

## Historia zespołu

### Pochodzenie i pierwszy album studyjny

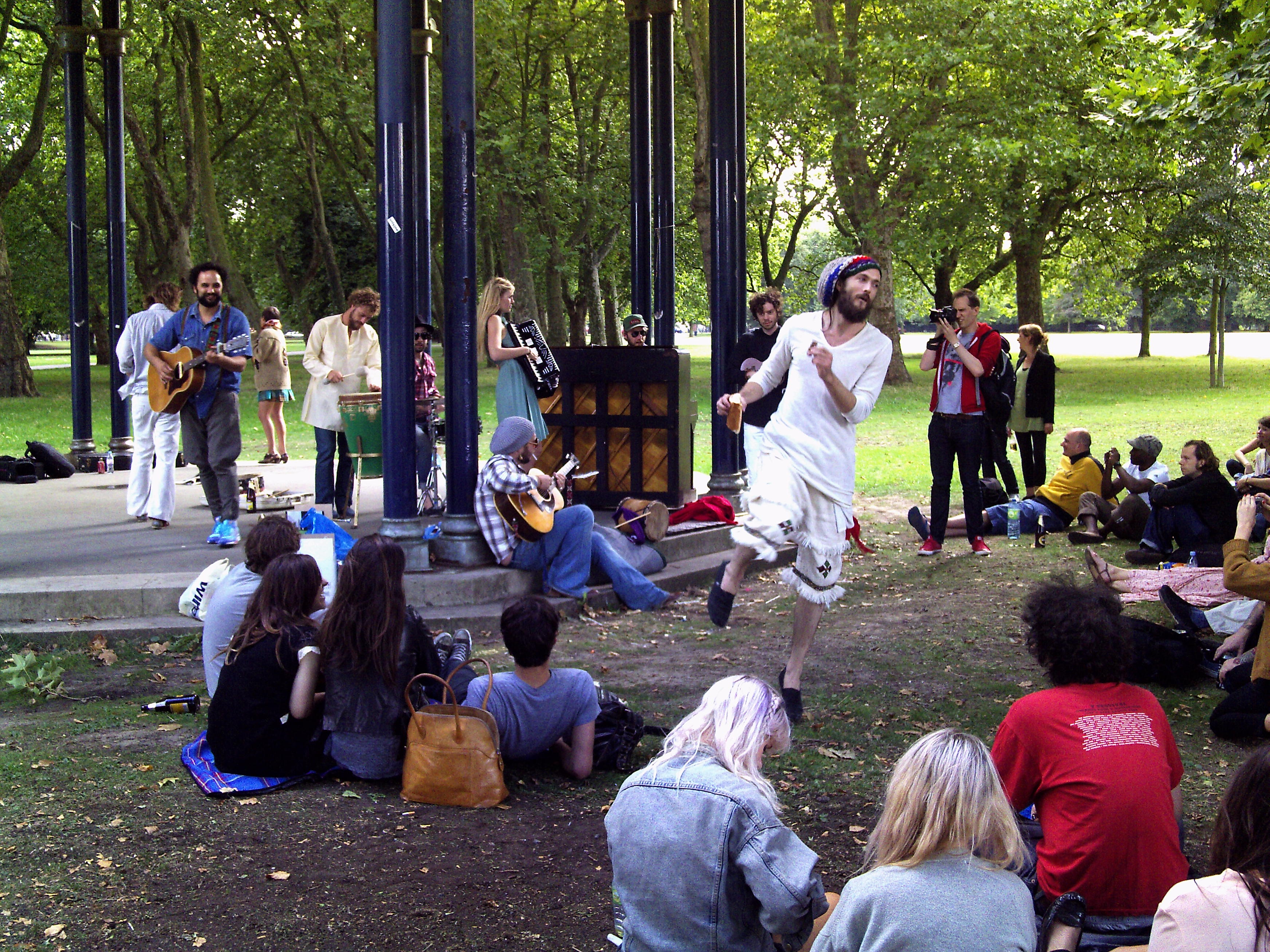
Grupa występująca w parku (2009)

Po latach życia imprezowego w Los Angeles i późniejszego uzależnienia od narkotyków, wokalista Ima Robot, Alex Ebert, zerwał ze swoją dziewczyną, wyprowadził się z domu i spędził czas na rehabilitacji. W tym czasie Ebert zaczął pisać książkę o mesjanistycznej postaci imieniem Edward Sharpe, który został „zesłany na Ziemię, aby trochę uzdrowić i ocalić ludzkość, ale wciąż był rozpraszany przez dziewczyny i zakochiwany”. Ebert przyjął osobowość Sharpe’a jako swoje alter ego. Powiedział: „Nie chcę przykładać do tego zbyt dużej wagi, ponieważ w pewnym sensie jest to tylko nazwa, którą wymyśliłem. Ale myślę, że jeśli spojrzę głębiej, czuję, że ogólnie straciłem swoją tożsamość. Naprawdę nie wiedziałem, co się dzieje ani kim jestem. Przyjęcie innego imienia pomogło mi otworzyć drogę do powrotu.”
Ebert rozpoczął początkowe pisanie i nagrywanie zupełnie sam, wykonując „partie waltorni ustami lub kazoo na demach” i „wszystkie nakładające się wokale w tle… udając, że są tam ludzie”. Po spotkaniu z piosenkarką Jade Castrinos przed kawiarnią w Los Angeles, Ebert i Castrinos zaczęli razem pisać muzykę i stali się częścią kolektywu artystyczno-muzycznego The Masses, który został częściowo zapoczątkowany przez pieniądze od aktora Heatha Ledgera. Ich raczkująca grupa w końcu rozrosła się do ponad dziesięciu członków, z których niektórzy byli przyjaciółmi Alexa. W połowie 2009 roku Ebert, Castrinos i grupa muzyków podróżowali autobusem po kraju jako Edward Sharpe & the Magnetic Zeros. Pierwszy pokaz zagrali w 2009 roku na Marfa Film Festival w Marfa w Teksasie. Zespół nagrał swój debiutancki album Up from Below w Laurel Canyon. Wyprodukowany przez Aarona Oldera i Nico Agliettiego, ukazał się 14 lipca 2009 roku. Up from Below to także tytuł jednej z piosenek z tego albumu.
12 kwietnia 2009 roku zespół wydał teledysk „Desert Song” i pierwszy z 12-częściowego musicalu pełnometrażowego zatytułowanego SALVO!. Część 2, „Kisses Over Babylon”, została wydana 24 listopada 2009 przez Spinner.com. Część 3, „40 Day Dream”, została przesłana na YouTube przez zespół 19 maja 2011 r.

### Big Easy Express i drugi album studyjny
W kwietniu 2011 roku zespół dołączył do Mumford & Sons i Old Crow Medicine Show na trasie Railroad Revival Tour. Według American Songwriter, trasa koncertowa zatrzymała się w sześciu miastach, grając w alternatywnych miejscach, takich jak liceum w Austin w Teksasie. Trasa była także tematem najnowszego dokumentu Big Easy Express, nominowanego do nagrody Grammy, reżysera Emmetta Malloya, który starał się uchwycić „czystą radość muzyki”.Dokument zdobył nagrodę w kategorii najlepszego teledysku długiego na rozdaniu Grammy Awards w 2013 roku. W 2011 roku zespoły Railroad Revival Tour Mumford & Sons, Edward Sharpe and the Magnetic Zeros oraz Old Crow Medicine Show zakończyły swoje koncerty na każdym przystanku „This Train”.
Drugi album grupy, Here, został wydany 29 maja 2012 roku.

### Trzeci album studyjny
Trzeci album studyjny zespołu, zatytułowany Edward Sharpe and the Magnetic Zeros, został wydany w 2013 roku. Następnie odbyły się trasy koncertowe po Ameryce Północnej, Wielkiej Brytanii, Europie i Australii, które obejmowały czołowe daty koncertów, a także główne festiwale. Zespół stał się znany z zabierania ze sobą ludzi na scenę, w tym byłego pacjenta, którego spotkali wcześniej na przedstawieniu w szpitalu, oraz niepełnosprawnego mężczyznę na wózku inwalidzkim.

### Czwarty album studyjny
Czwarty album studyjny zespołu, PersonA, został wydany 15 kwietnia 2016 roku przez Community Music.

## Skład

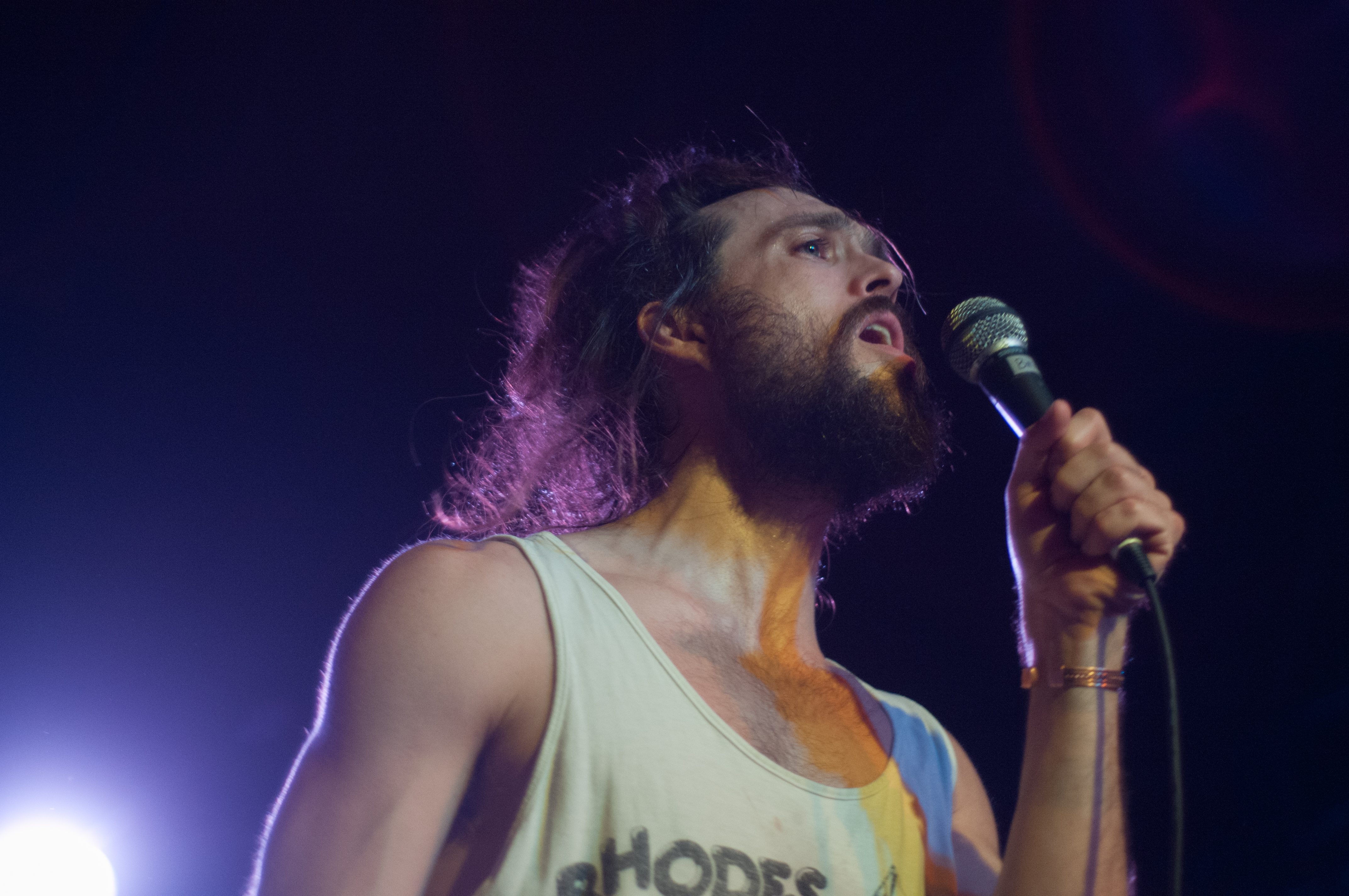
Alex Ebert

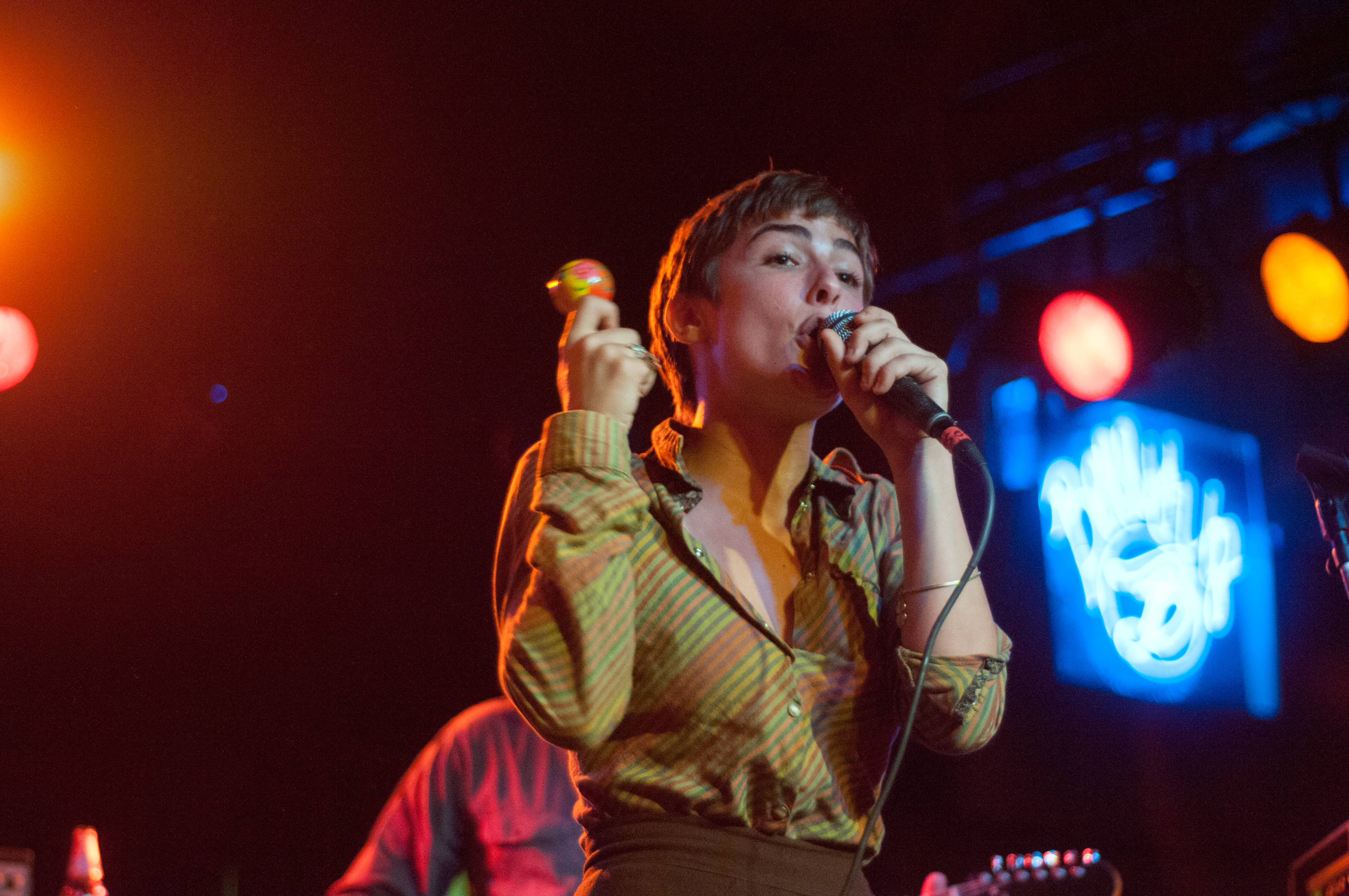
Jade Castrinos

### Obecni członkowie
- Alex Ebert – wokal, gitara, perkusja, fortepian
- Stewart Cole – trąbka, perkusja, instrumenty klawiszowe, ukulele tenorowe, wokal
- Josh Collazo – perkusja, perkusja, saksofon, wokal
- Orpheo McCord – perkusja, marimba, didgeridoo, wokal
- Christian Letts – gitara, wokal, mandolina
- Seth Ford-Young – bas, wokal
- Mark Noseworthy – gitara, wokal, banjo, mandolina, charango, ronroco
- Crash Richard – wokal, perkusja

#### Dodatkowy personel podróżujący lub nagrywający
- Nico Aglietti – gitara i koproducent; wcześniej syntezator, instrumenty klawiszowe, wokal i główny członek zespołu
- Aaron Arntz – fortepian; wcześniej także clavinet, wokal jako główny członek zespołu
- Aaron Embry – fortepian, organy; wcześniej klawisze, fortepian, wokal, harmonijka ustna jako główny członek zespołu
- Roger Joseph Manning Jr – fortepian
- Nathaniel Markman – skrzypek
- Fred Bows – skrzypce
- Susie Bows – skrzypce
- Joy Cantor – publiczne wypowiedzi
- Ryan Messick – kierownik wycieczki
- Bryan Ling – menedżer

### Byli członkowie
- Aaron Older – koproducent, bas, wokal, banjo, perkusja
- Tay Strathairn – fortepian, harmonijka ustna, śpiew
- Jade Castrinos – wokal, gitara, perkusja, klawisze
- Nora Kirkpatrick – akordeon, klawisze, wokal

#### Były dodatkowy personel
- Odessa Jorgensen – skrzypce, śpiew podczas trasy koncertowej 2012−2013
- Anna Bulbrook – altówka, śpiew
- Tyler James – fortepian, śpiew
- Felix Bloxsom – perkusja
- Adam Privitera – gwizdek groszowy
- Ryan Richter – gitara, lap steel
- Michael Farfel – menadżer, konferansjer

## Dyskografia

### Albumy studyjne
| Tytuł                                                                                                 | Szczegóły                                                                                         | Szcytowe pozycje | Szcytowe pozycje | Szcytowe pozycje | Szcytowe pozycje | Szcytowe pozycje | Szcytowe pozycje | Szcytowe pozycje | Szcytowe pozycje | Szcytowe pozycje | Szcytowe pozycje |
| Tytuł                                                                                                 | Szczegóły                                                                                         | US               | US Indie         | AUS              | BEL (FL)         | BEL (WA)         | CAN              | FRA              | IRL              | NLD              | UK               |
| --- | ------------------------------------------------------------------------------------------------- | ---------------- | ---------------- | ---------------- | ---------------- | ---------------- | ---------------- | ---------------- | ---------------- | ---------------- | ---------------- |
| Up from Below                                                                                         | - Data wydania: 7 lipca 2009 - Wytwórnia: Vagrant, Rough Trade - Format: CD, LP, digital download | 76               | 13               | 86               | 175              | 176              | —                | —                | 94               | —                | 52               |
| Here                                                                                                  | - Data wydania: 29 maja 2012 - Wytwórnia: Vagrant, Rough Trade - Format: CD, LP, digital download | 5                | 1                | 37               | —                | —                | 9                | 97               | —                | —                | 170              |
| Edward Sharpe and the Magnetic Zeros                                                                  | - Data wydania: 23 lipca 2013 - Wytwórnia: Vagrant, Rough Trade                                   | 14               | 2                | 24               | —                | —                | 10               | —                | 74               | 97               | 51               |
| PersonA                                                                                               | - Data wydania: 15 kwietnia 2016 - Wytwórnia: Community Music Group                               | 130              | 12               | —                | —                | —                | 57               | —                | —                | —                | —                |
| "—" oznacza wydania, które nie znalazły się na liście przebojów lub nie zostały wydane w tym regionie |                                                                                                   |                  |                  |                  |                  |                  |                  |                  |                  |                  |                  |

### EP
- Here Comes EP (2009)

### Single
| 2009                                                    | "40 Day Dream/Geez Louise"    | — | —  | —  | —  | —  | —   | —  | — | —  | —  | —  | Up from Below                        |
| 2010                                                    | "Home"                        | — | 9  | 25 | 39 | 40 | 39  | 64 | 7 | 57 | 27 | 50 | Up from Below                        |
| 2010                                                    | "Memory of a Free Festival"   | — | —  | —  | —  | —  | —   | —  | — | —  | —  | —  | Up from Below                        |
| 2010                                                    | "Chickens in Love"            | — | —  | —  | —  | —  | —   | —  | — | —  | —  | —  | Up from Below                        |
| 2011                                                    | "Home" (Party Supplies Remix) | — | —  | —  | —  | —  | —   | —  | — | —  | 19 | —  | brak                                 |
| 2012                                                    | "That’s What's Up"            | — | —  | —  | —  | —  | —   | —  | — | —  | —  | —  | Here                                 |
| 2012                                                    | "One Love to Another"         | — | —  | —  | —  | —  | —   | —  | — | —  | —  | —  | Here                                 |
| 2012                                                    | "Man on Fire"                 | — | 24 | —  | —  | —  | —   | —  | — | —  | —  | —  | Here                                 |
| 2013                                                    | "Better Days"                 | — | 21 | —  | —  | —  | 109 | —  | — | —  | —  | —  | Edward Sharpe and the Magnetic Zeros |
| 2013                                                    | "Life Is Hard"                | — | —  | —  | —  | —  | —   | —  | — | —  | —  | —  | Edward Sharpe and the Magnetic Zeros |
| 2016                                                    | "Hot Coals"                   | — | —  | —  | —  | —  | —   | —  | — | —  | —  | —  | PersonA                              |
| 2016                                                    | "No Love Like Yours"          | — | 29 | —  | —  | —  | —   | —  | — | —  | —  | —  | PersonA                              |
| "—" oznacza wydania, które nie znalazły się na wykresie |                               |   |    |    |    |    |     |    |   |    |    |    |                                      |

#### Inne piosenki z list przebojów
| Rok  | Tytuł            | US Sales | Album                                |
| ---- | ---------------- | -------- | ------------------------------------ |
| 2012 | "Give Me a Sign" | 9        | Edward Sharpe and the Magnetic Zeros |